# Andes bokumensis
Andes bokumensis är en insektsart som beskrevs av Synave 1959. Andes bokumensis ingår i släktet Andes och familjen kilstritar. Inga underarter finns listade i Catalogue of Life.